# 11 Men Out
11 Men Out ist ein isländischer Spielfilm von Róbert Ingi Douglas aus dem Jahr 2005. Er behandelt das Thema eines Coming-out in der Fußballwelt.

## Handlung
Ottar Thor ist der Starspieler des Spitzenclubs KR im isländischen Fußball. Während eines Interviews in der Kabine gibt er vor versammelter Mannschaft und zwei Journalisten völlig unerwartet sein Coming-out bekannt. Sein Vater, gleichzeitig auch sein Trainer, ist vor den Kopf gestoßen und macht sich Sorgen um seinen Ruf. Er geht anfangs von einem schlechten Scherz aus, was sich aber nach einem Gespräch im Familienkreis zusammen mit Ottars alkoholkranker Ex-Frau nicht bewahrheitet. Ottars Coming-out schlägt hohe Wellen, seine Mitspieler wollen nicht mehr mit ihm zusammenspielen, und der Verein setzt ihn vor die Tür, weil er sich Sorgen um sein Image macht.
Sein Freund, der eine Fußballmannschaft mit zwei Schwulen in der Amateurliga trainiert, macht ihm das Angebot dort mitzuspielen. Mit einem Mitspieler hat Ottar dann auch eine Beziehung. Sein Sohn kommt mit dieser Situation überhaupt nicht zurecht und entfernt sich immer mehr von seinem Vater.
Innerhalb der Mannschaft gibt es zunehmend Probleme. Die heterosexuellen Spieler verlassen den Verein, und es entsteht eine reine schwule Mannschaft. Dies hat insoweit gravierende Auswirkungen, dass die jeweiligen Gegner nicht mehr antreten und somit die Punkte freiwillig abgeben.
Zwischenzeitlich findet in Ottars Ex-Club KR ein Umdenken statt, da der Erfolg ausbleibt. Die Verantwortlichen machen sich Gedanken, wie sie Ottar zurückholen können. Hierfür findet ein Freundschaftsspiel zwischen KR und der „Homo-Mannschaft“ statt. Das Stadion ist ausverkauft, und viele anfängliche Schwulengegner setzen sich zu den homosexuellen Fans. Das Spiel endet erwartungsgemäß 8:0 für KR, allerdings haben auch die Schwulen gesiegt – auf andere Weise.

## Kritik
„Das weitgehend auf Fußballszenen verzichtende Drama nutzt das Fußballfilm-Genre, um Wege zu skizzieren, wie ein homophobes Umfeld durch ein offenes Bekenntnis und Mannschaftsgeist zum Umdenken animiert werden kann. Der humorvolle Film will zur Auseinandersetzung anregen, wobei er sein Sujet geschickt als soziokulturellen Seismografen nutzt.“